# Nancy Dowd
Nancy Dowd (* 1945 in Framingham, Massachusetts) ist eine US-amerikanische Drehbuchautorin, die bei der Oscarverleihung 1979 für das Drehbuch zu Coming Home – Sie kehren heim den Oscar für das beste Originaldrehbuch erhielt.

## Biografie
Nancy Dowd, Schwester des Regieassistenten und Filmproduzenten Ned Dowd, begann Anfang der 1970er Jahre als Drehbuchautorin bei Filmproduktionen und wirkte 1972 bei FTA von Francine Parker erstmals bei der Erstellung eines Films mit. Für das Drehbuch zu Schlappschuss (1977) von George Roy Hill wurde sie 1978 von der Writers Guild of America (WGA Award) für die bestgeschriebene Filmkomödie nominiert.
Für den ebenfalls 1977 gedrehten Film Coming Home – Sie kehren heim von Hal Ashby erhielt sie gemeinsam mit Waldo Salt und Robert C. Jones den Oscar für das beste Originaldrehbuch. 
Weitere bekannte Mitarbeiten als Drehbuchautorin waren Stunde der Bewährung (1978) von Ulu Grosbard und Dustin Hoffman sowie  Swing Shift – Liebe auf Zeit (1984) von Jonathan Demme. Der als Fortsetzung von Schlappschuss gedachte Slap Shot 2: Breaking the Ice (2002) basiert auf den von ihr geschaffenen Charakteren, erhielt jedoch durchweg schlechte Kritiken, während Schlappschuss bei einer Auflistung der 100 besten Filme für Männer (The 100 Greatest Guy Movies Ever Made) des Männermagazins Maxim im August 1998 auf Rang 1 landete.